# Айдонохори (дем Висалтия)
Айдонохори (на гръцки: Αηδονοχώρι) е село в Република Гърция, Егейска Македония, дем Висалтия, област Централна Македония.

## География
Селото е разположено югоизточно от град Сяр (Серес), в южния край на Сярското поле и северните поли на Орсовата планина.

## История

### В Османската империя
В 1763 година е построена църквата „Успение Богородично“.
Александър Синве ("Les Grecs de l’Empire Ottoman. Etude Statistique et Ethnographique"), който се основава на гръцки данни, в 1878 година пише, че в Айдонохори (Aïdono-khori) живеят 1092 гърци.
В „Етнография на вилаетите Адрианопол, Монастир и Салоника“, издадена в Константинопол в 1878 година и отразяваща статистиката на населението от 1873, Айдиохор (Aïdiohor) е посочено като село със 156 домакинства и 28 жители мюсюлмани и 410 жители гърци.
В 1889 година Стефан Веркович („Топографическо-этнографическій очеркъ Македоніи“) пише за Айдонохори:
| „ | Гайдарохори (Айдонохори): християнско село; 1 църква, 1 училище, 2 хана, 5 магазина; жителите са гърци; 6 часа от Сяр. Това село първоначално се казвало Айдонохори, т.е. селото на славеите, тъй като съседната горичка се оглася пролетно време от пеенето им. От Айдонохори станало Гайдарохори по следния начин. Серският митрополит веднъж посетил селото и недоволен от оказания му прием казал на дякона: „Това не е Айдонохори, а Гайдарохори, т.е. селото на магаретата“. Това изречение на архиерея бързо станало известно на околното население и оттогава селяните започнали да наричат споменатото село Гайдарохори. | “ |

В 1891 година Георги Стрезов пише за селото:
| „ | Айдонохори, село доста големко на СЗ от Кастри. Малко земя, но отлично обработена. Селянете лете се разпръсват по околните полски села за работа. От Сяр до Айдонохори 9 часа; от Кастри 1 час. До селото е и новото манастирче св. Иван, въздигнато едвам преди 15 години. Тук се намира и група от мрамор, която представя двама атлети. 120 къщи, от които 70 български, а останалите турски. | “ |

В началото на XX век Айдонохори е село, числящо се към Сярска каза на Серския санджак на Османската империя. В 1900 година според Васил Кънчов („Македония. Етнография и статистика“) в Гайдарохоръ (Айдонохори) има 1500 жители гърци християни. По данни на секретаря на Българската екзархия Димитър Мишев („La Macédoine et sa Population Chrétienne“) в 1905 година християнското население на Гайдурох (Gaïdouroh) се състои от 1672 гърци, като в селото функционира гръцко училище.

### В Гърция
Селото попада в Гърция след Междусъюзническата война. В 20-те ггодини на XX век в селото са заселени гърци бежанци от Турция. В 1928 година Айдонохори е представено като смесено местно-бежанско със 7 бежански семейства и 33 жители общо.
В 2005 година мостовете Дриста и Геруксалис край Айдонохори са обявени за паметници на културата.
| Име        | Име          | Ново име    | Ново име    | Описание                                                    |
| ---------- | ------------ | ----------- | ----------- | ----------------------------------------------------------- |
| Мадем      | Μαντέμ       | Сидирорема  | Σιδηρόρεμα  | река в Орсовата планина на Ю от Айдонохори                  |
| Салджа     | Σάλτζα       | Дакрисма    | Δάκρυσμα    | възвишение в Орсовата планина на ЮЗ от Айдонохори (553,1 m) |
| Караджилък | Καραντζιλίκι | Скотинон    | Σκοτεινόν   | възвишение в Орсовата планина на ЮЮЗ от Айдонохори          |
| Кюмкуди    | Κιουμκούδι   | Солинес     | Σωλήνες     |                                                             |
| Чатакли    | Τσατακλί     | Ипинемон    | Ύπήνεμον    | възвишение в Орсовата планина на Ю от Айдонохори            |
| Паладерси  | Παλαντέρσι   | Валавери Р. | Βαλαβέρη Ρ. | река на С от Айдонохори                                     |
| Карагачик  | Καραγατσίκι  | Фтелиес     | Φτελιές     | местност на СИ от Айдонохори                                |
| Кюрхаладес | Κιουρχαλάδες | Гунарадика  | Γουναράδικα | местност на С от Айдонохори                                 |

## Личности
Родени в Айдонохори
- Георгиос Басидис[13] или Баслис[14] (Γεώργιος Μπασηδής, Μπασλής), глава на комитета на Гръцката пропаганда в Айдонохори, в който влизат и Георгиос Серифис, Димитриос Льотис, Мандакис и Ангелакис[14][13]
- Димитриос Льотис (Δημήτριος Λιώτης), гръцки андартски деец, агент III ред[13]
- Ница Цитра (1930 - 2021), гръцка певица